# Скамраль, Эрвин
Скамраль Эрвин Йорг (род. 8 марта 1958 года) — немецкий легкоатлет, чемпион Европы 1983 по спринту на дистанции 400 метров (результат - 44.50 сек). В том же году занял 4 место на дистанции 200 метров.
Скамраль Эрвин с детства увлекался спортом, особенно бегом. Обогнал при беге на 400 м. своего предшественника Маркина Виктора на 0.10 сек.